# Metlojane
Metlojane – wieś w Botswanie w dystrykcie Southern. Według spisu ludności z 2011 roku wieś liczyła 726 mieszkańców.